# 柴田泰男
柴田 泰男（しばた やすお、1919年〈大正8年〉3月3日 - 2014年〈平成26年〉4月16日）は日本の実業家、元豊田通商社長。元トヨタ自動車・元愛知陸運各監査役。元豊田理化学研究所監事。愛知県瀬戸市出身。

## 略歴
- 1939年（昭和14年） - 名古屋高等商業学校（現名古屋大学経済学部）卒業。
- 1945年（昭和20年） - 豊田通商入社。
- 1963年（昭和38年） - 同社代表取締役就任。
- 1969年（昭和44年） - 同社代表取締役常務就任。
- 1972年（昭和47年） - 同社代表取締役専務就任。
- 1975年（昭和50年） - 同社代表取締役副社長就任。
- 1977年（昭和52年） - 同社代表取締役社長就任。
- 1980年（昭和55年） - トヨタ自動車工業監査役就任。
- 1982年（昭和57年） - トヨタ自動車監査役就任。
- 1985年（昭和60年） - 藍綬褒章受章。
- 2014年（平成26年）4月16日 - 老衰のため、愛知県一宮市の病院で死去。95歳没[1]。

## 参考
- 交詢社 第69版 『日本紳士録』 1986年